# Mistrovství České republiky v cyklokrosu 2003
Mistrovství České republiky v cyklokrosu 2003 se konalo 12. ledna 2003 v Lounech .
Mistrovství bylo 8 a zároveň posledním závodem sezony 2002/03 českého poháru v cyklokrosu. Závodu se zúčastnili 
závodníci kategorií elite a do 23 let. Okruh závodu 2 200 m a závodníci ho absolhovali třináctkrát. Všech 37 účastníků dojelo do cíle.

## Přehled
| Poř.             | Jméno           | Čas         |
| ---------------- | --------------- | ----------- |
| Zlatá medaile    | Petr Dlask      | 55:01 min   |
| Stříbrná medaile | Martin Bína     | + 00:27 min |
| Bronzová medaile | Václav Ježek    | + 01:13 min |
| 4                | Jiří Pospíšil   | + 01:24 min |
| 5                | Tomáš Trunschka | + 01:38 min |
| 6                | Zdeněk Mlynář   | + 01:38 min |